# 揚武 (大韓帝国軍艦)
揚武または揚武号は、大韓帝国が保有した最初の軍艦である。前身はイギリス製の貨物船で、日本で商船として使用されていたものを購入した。日露戦争中は、日本海軍の仮装巡洋艦揚武（ようぶ）として使用された。

## 船歴

### 前身
本船は、イギリスのミドルズブラに本社を置く造船会社レイルトン・ディクソン（en）により建造され、1888年2月13日にサンダーランドで進水した。イギリス船籍の「パラス」（Pallas）の船名で運用されていたところ、1894年（明治27年）8月に日本の三井物産合名会社が25万円で購入して「勝立丸」（かちだてまる）と改名した。この船名は三池勝立坑にちなむ。三井物産では、門司港・口之津港・香港・シンガポール・南洋諸島間の貨物航路で運航されていた。三井船舶の『創業八十年史』によれば「勝立丸」は三井鉱山が傭船して主に口之津・香港間の石炭輸送に使用し、1897年9月には陸軍運輸通信部御用船となる。

### 大韓帝国軍艦
1903年（明治36年）4月1日、本船は軍艦としての改装工事を受けて大韓帝国に売却され、高宗により「揚武」と改名された。初代艦長は第一次官費留学生で日本の東京商船学校を卒業した愼順晟。
大韓帝国はこれ以前の1893年に近代海軍の創設を試みて海軍士官学校を開校するなどしていたが、日清戦争中の1895年に日本によって中止を強いられていた。そのため、本船が大韓帝国軍にとって最初の近代軍艦となった。なお、日本の新聞記者の塩崎誓月によれば、「揚武」導入の目的は、1903年に予定された高宗即位40周年記念式典において各国軍艦との間で礼砲を交わすためであったという。当時の国防長官は高宗に「大韓帝国は3面が海なのに1隻の軍艦もなく、隣国に対し恥ずかしい」と訴え予算は認めらたが、その礼砲も発射せずに終わった。
搭載兵装は、船首楼と船尾楼の両舷に12cm単装砲を各1基（計4門）、船橋と船尾楼の両舷に47mm単装速射砲を各1基（計4門）である。Kang (2008) によれば、売買代金は当初55万ウォンであったが、あまりに高額であるとして多くの国民から批判を受けた。交渉の末に20万ウォンに減額されたが、大韓帝国政府にはその支払も困難で、三井から毎月5,000ウォンを高利で借り入れしなければならなかった。
『日本外交文書』第36巻第1冊収録に「軍艦購入一件」として収録されている文書によれば、売却経緯は以下のようになっている。1903年に1月25日に売買契約成立。価格は55万円で3回の分割払いであり、引き渡し場所は仁川で、到着後1か月以内に初回20万円の支払いを行うこととなっていた。艦は4月16日に到着したが、期限までに支払いがなされず、7月19日にようやく三井は20万円だけ支払いを受けた。三井船舶の『創業八十年史』には8月引き渡しや8月31日売却とある。高橋茂夫は、その頃に残っていた保管料（艦は三井が保管していた）などの問題が解決したのだろうとしている。

### 日露戦争
日露戦争が勃発すると、本船は臨時に日本海軍によって使用されることになった。日本海軍編さんの『極秘明治三十七八年海戦史』の『第一部 戦紀』によれば、開戦直後の1904年（明治37年）2月9日の仁川沖海戦時に、本船は韓国軍艦として仁川港に停泊中であったが特段の行動をしていない。他方、同書の『第七部 医務衛生』巻十二では、開戦当時、本船は三井物産が大韓帝国政府から借り受けて日本へ回航、横須賀軍港に係留中であったとしている。同年2月27日、本船は日本海軍と三井物産の傭船契約により、解傭された仮装巡洋艦「八幡丸」の代わりに呉鎮守府所管の仮装巡洋艦「揚武」として使用されることになり、横須賀海軍工廠で所要の改装工事を受けた。兵装類は既存のままで、弾薬庫増設のほか、倉庫や居住設備の改装が工事の中心であった。
1904年3月23日にほぼ艤装を終えた本船は、佐世保軍港を経て海州に進出し、同年4月28日に同地で第三艦隊に編入された。同年5月初旬に第2軍乗船の輸送船団第1梯団の護衛と遼東半島塩大墺への上陸援護を行った後、山東半島沖の裏長山列島錨地を拠点に、艦船や海軍陸戦重砲隊に対する補給、洋上警戒、掃海部隊の援護等に従事した。9月、乗員に腸チフスが流行したことから、消毒と整備などのため佐世保へ帰投した。
1904年10月からは第7戦隊に編入されて渤海の警戒監視任務に就いていたが、1905年（明治38年）2月に戦艦「八島」の元乗員114人を便乗させて、仮装砲艦3隻を護衛しつつ佐世保に帰投した。本船は呉軍港に回航されて船体検査を受けた結果、船体も機関も老朽化していて軍艦としての使用は不適当と判定され、2月19日に解役の内命が示された。
3月6日に佐世保に到着して同日仮装巡洋艦、呉鎮守府所管、連合艦隊附属が解かれ、9日に元山防備隊に引き渡された。11日、佐世保鎮守府所管と定められる。元山防備隊は「揚武」で松田湾へ向かい、陸上施設ができるまで「揚武」で過ごした。「揚武」は6月6日に佐世保に戻り、6月28日に解傭された。その後は陸軍が使用した。

### 日露戦争後
日露戦争後に本船は大韓帝国政府の下に戻されたが、1909年（明治42年）11月に合資会社原田商行が42,000ウォンで落札し、「勝立丸」として日本の商船籍に戻っている。1913年（大正2年）に原田商行から八馬財閥の八馬商店に売却された。当時、八馬商店船舶部は、本船を含めて中古商船11隻を次々と購入して船隊を増強中であった。

### 沈没
1916年9月、海難事故で「勝立丸」は沈没した。「勝立丸」は中国の漢陽鐵廠で銑鉄3900トンを積んで9月17日に出航し、若松港、大阪港へ向かったが、22日午前3時ごろから風が強くなり、天候が悪化。損傷が生じて浸水し、23日にはボイラーの焚火口が水につかった。その後も排水に努めるも浸水は増加し、27日9時に済州島の南西40浬の地点で沈没した。乗組員は船を放棄後、「干珠丸」に救助された。

## 艦長
大韓帝国軍
- 愼順晟（朝鮮語版）（初代艦長）[8]

1903年4月1日 - （後、光済号艦長）
日本海軍
- 宇敷甲子郎 中佐

1904年2月27日 -